# Húsey
Húsey är en ö i republiken Island.   Den ligger i regionen Västlandet, i den västra delen av landet, 60 km nordväst om huvudstaden Reykjavík.
Terrängen på Húsey är platt. Öns högsta punkt är 13 meter över havet. 